# Palazzo Bellingeri
Il palazzo Bellingeri è un palazzo della città di Pavia, in Lombardia. 

## Storia e descrizione
Nel 1661 il palazzo appartenne al capitano Giovanni Battista Bottigella e ai suoi fratelli, e intorno al 1700 passò ai Bellingeri. Nel 1734 l'aristocratico pavese Giovanni Battista Bellingeri Orlandi fece riedificare il palazzo della casata. Il complesso ha una pianta a “U”, aperto verso la chiesa di Canepanova grazie a una piazzetta. La facciata è semplice e abbastanza rigorosa, con l’eccezione del ricercato portale in granito rosa, arricchito da una balaustra in ferro battuto. Il prospetto è caratterizzato da tre piani  fuori terra, spartiti da marcapiani in leggero aggetto rispetto all'intonaco. Più delle cornici delle finestre, spicca il portale.  All'interno, il cortile, porticato su colonne in granito, introduce al piccolo giardino barocco, ornato da sculture. Il giardino è in realtà assai piccolo, si tratta essenzialmente di un secondo cortile, meno ampio del primo ed è dotato (come palazzo Olevano) di due piloni, simili a quelli utilizzati nelle ville. Dal portico del primo cortile s'entra nel vano dello scalone, a spirale quadrata, ornato da stucchi e dal grande affresco sulla volta raffigurante Mercurio e le arti ed eseguito intorno al 1740 dal  milanese Ferdinando Porta. Diversamente dagli altri scaloni coevi presenti nei palazzi pavesi, questo si caratterizza per la presenza di quattro rampe per piano (e non due), disposte a spirale quadrata, con vano libero al centro. Staticamente le rampe sono incastrate nel muro verso l'esterno e rette da pilastri in corrispondenza degli angoli verso l'interno.

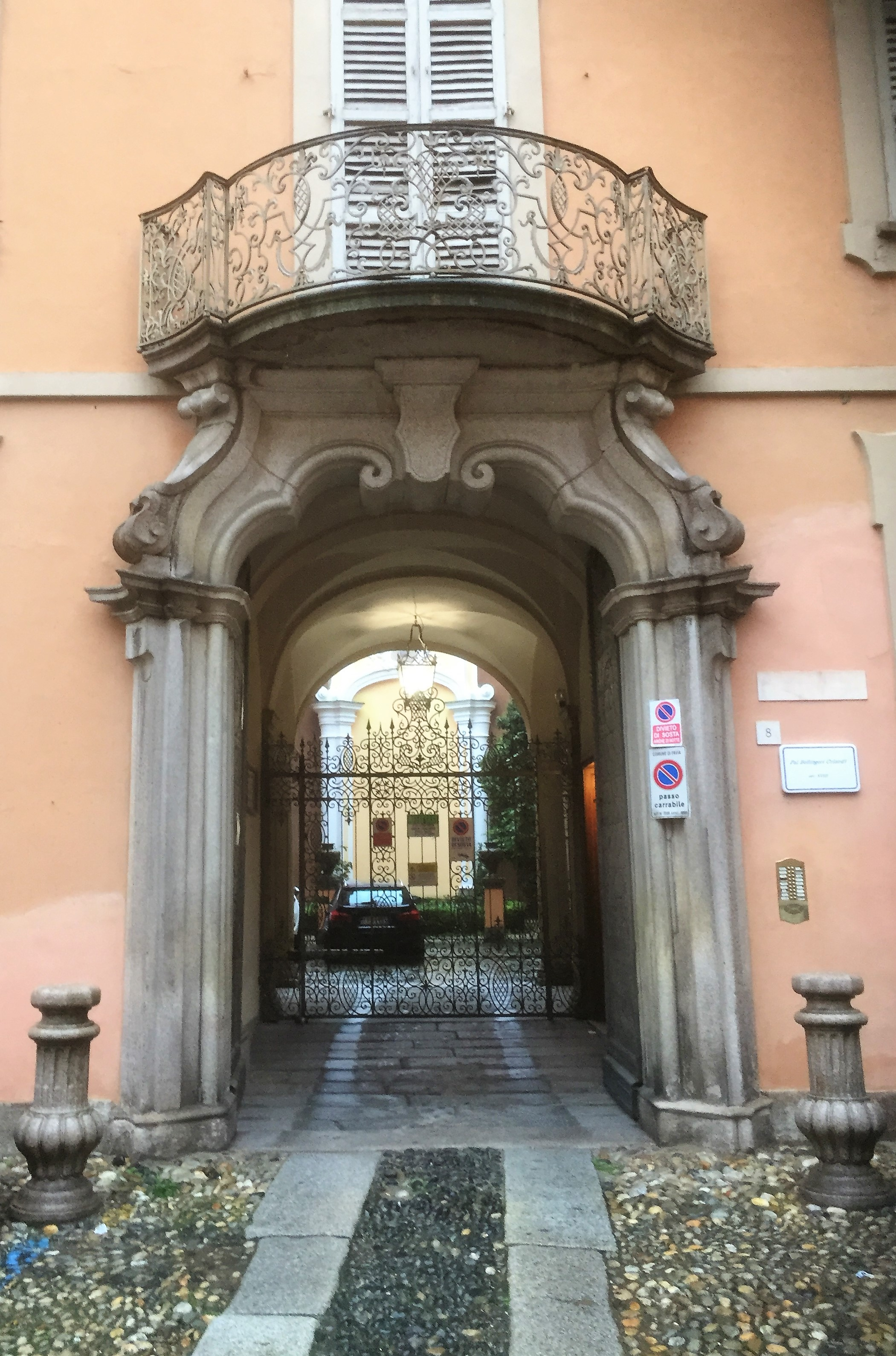
Il portale
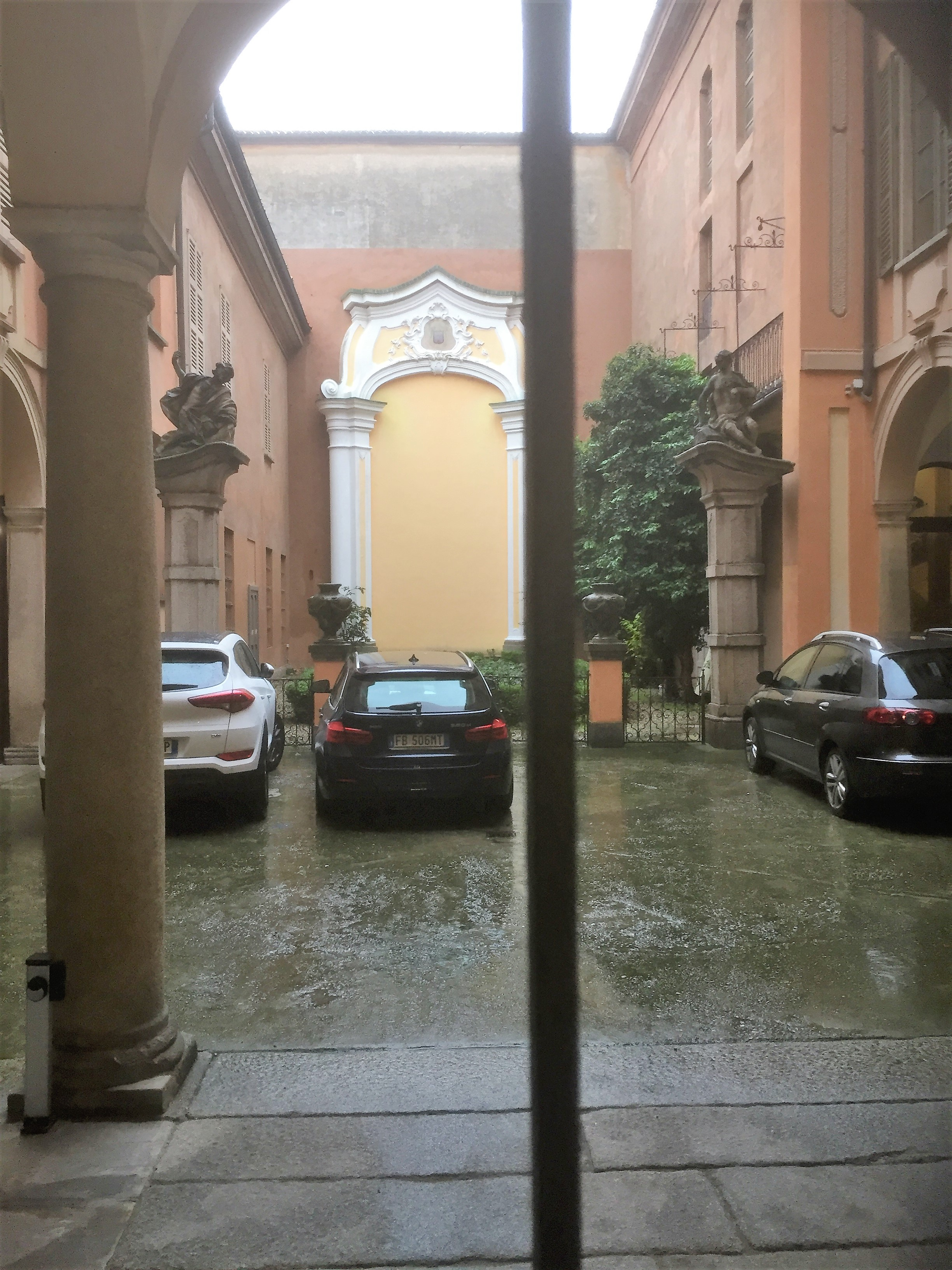
L'interno
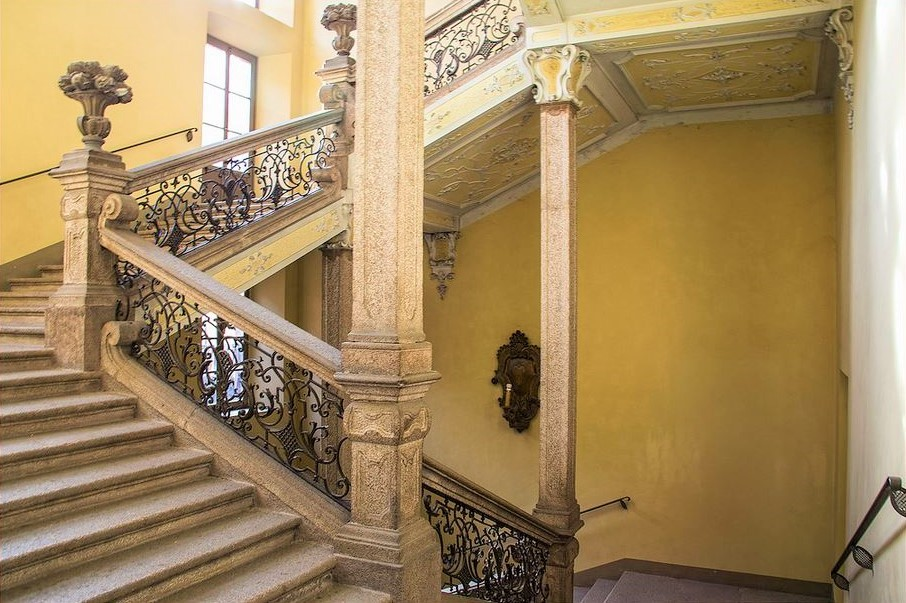
Lo scalone settecentesco.
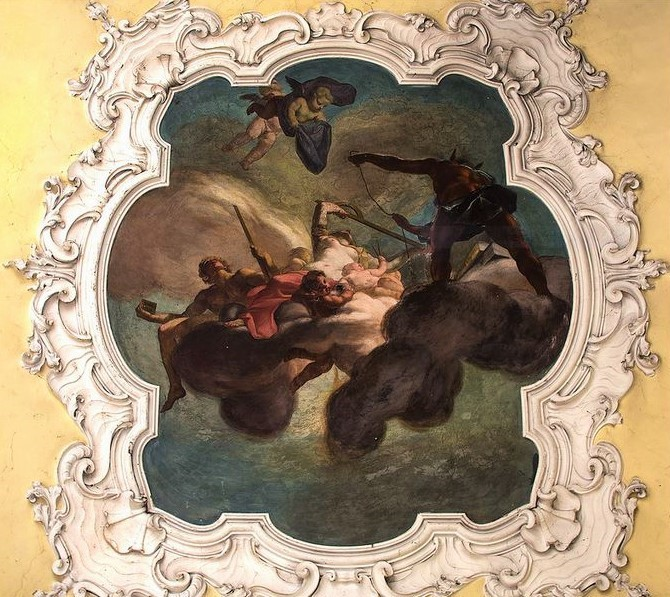
Affresco di Ferdinando Porta.